# Valkea Mäntyjärvi
Valkea Mäntyjärvi är en sjö i kommunen Lieksa i landskapet Norra Karelen i Finland. Sjön ligger 162,9 meter över havet. Den är 14,9 meter djup. Arean är 56 hektar och strandlinjen är 5,74 kilometer lång. Sjön  ingår i Vuoksens huvudavrinningsområde.   Den ligger omkring 79 kilometer nordöst om Joensuu och omkring 450 kilometer nordöst om Helsingfors. 